# Туркменабатський хімічний завод
Туркменабатський хімічний завод – підприємство з виробництва добрив (передусім фосфорних), що знаходиться на сході Туркменістану.

## Виробництво добрив
Підприємство спорудили в часи існування СРСР як Чарджоуський суперфосфатний завод (в 1979-му перейменований на Чарджоуський хімічний завод). У 1960-му на промисловому майданчику ввели в дію цех сірчаної кислоти, а наступного року запустили виробництво суперфосфату проектною річною потужністю 247 тисяч тон, що використовувало сірчану кислоту для обробки привозних фосфоритів та апатитів. У другій половині того ж десятиліття освоїли випуск амонізованого суперфосфату з можливістю продукування до 350 тисяч тон на рік (це комплексне фосфорно-азотне добриво отримують при обробці суперфосфату аміаком).
В 1980-му став до ладу комплекс виробництва амофосу (інше фосфорно-азотне добриво) річною потужністю 158 тисяч тон. Для цього спорудили цех екстракційної фосфорної кислоти (отримують впливом сірчаної кислоти на фосфатну сировину) та цех амофосу (тут продукували власне добриво шляхом реакції фосфорної кислоти та аміаку). З 1994-го цех амофосу також міг випускати азотне добриво – сульфат аммонію (отримують з сірчаної кислоти та аміаку).
У відповідності до розміщеної на сайті заводу інформації, наразі майданчик продукує амонізований суперфосфат, при цьому з 1997 року перейшли на використання нової технології, яка дозволяє використовувати сировину з меншим вмістом фосфору (наприклад, походженням з узбецького Ахангарану або казаського каратауського басейну).  
В 2021 році підприємство виробило 270 тисяч тон амонізованого суперфосфату.

## Виробництво сірчаної кислоти
В межах розвитку майданчику у 1978-му став до ладу цех сірчаної кислоти СК-29, а у 1985-му запустили черговий цех СК-49, який мав потужність у 500 тисяч тон на рік, що дозволяло забезпечувати потреби не лише власних виробництв, але й постачати інші підприємства. 
Станом на початок 2010-х обладнання СК-49 застаріло та не відповідало сучасним вимогам. Як наслідок, в 2016-му розпочав роботу новий цех сірчаної кислоти з тією ж продуктивністю у 500 тисяч тон на рік. 
Вироблена Туркменабатським заводом сірчана кислота, зокрема, використовується туркменськими текстильними підприємствами та заводами з очистки бавовни. 
Що стосується сировини для виробництва кислоти, то у другій половині 1950-х одночасно зі спорудженням хімічного заводу в Чарджоу так само на сході Туркменістану звели новий потужний рудник на Гаурдацькому сірчаному заводі, який працював із самородною сіркою. У 1990-х роках Гаурдацький завод зупинив роботу через нерентабельність розробки родовища на тлі випуску великих обсягів сірки під час очистки продукції нафтогазової галузі. При цьому в 2010 та 2014 роках неподалік від Туркменабата ввели в дію ГПЗ Самандепе та ГПЗ «Алтин-Асир», як працюють з продукцією туркменських родовищ правобережжя Амудар’ї (концесійна територія "Багтиярлик") та мають сукупну потужність у майже 80% від показника колишнього Гаурдацького заводу.  

## Супутні виробництва
В 1974-му стало до ладу виробництво сульфату алюмінію (передусім використовується як коагулянт для очищення води) річною потужністю 135 тисяч тон, сировиною для якого є привозний гідроксид алюмінію. В подальшому воно вийшло з ладу, проте у 2019-му вдалось запустити одну з чотирьох ліній.
Також завод має можливість випускати меліорант, продукування якого здійснюється переробкою фосфогіпсу.